# Haloudia
Haloudia est un village de la communauté rurale de Diembéring CR, située dans l'arrondissement de Kabrousse et le département d'Oussouye, une subdivision de la région de Ziguinchor dans la région historique de Casamance dans le sud du pays.